# Arbanaška (Prokuplje)
Pour les articles homonymes, voir Arbanaška.
Arbanaška (en serbe cyrillique : Арбанашка) est un village de Serbie situé dans la municipalité de Prokuplje, district de Toplica. Au recensement de 2011, il comptait 28 habitants.

## Démographie
| 1948 | 1953 | 1961 | 1971 | 1981 | 1991 | 2002 | 2011 |
| ---- | ---- | ---- | ---- | ---- | ---- | ---- | ---- |
| 474  | 511  | 458  | 300  | 166  | 105  | 51   | 28   |

|  |